# 伊莉莎白公主與菲利普·蒙巴頓的婚禮
伊丽莎白公主和菲利普·蒙巴顿的婚礼于1947年11月20日在英国伦敦威斯敏斯特教堂举行。伊丽莎白公主是国王乔治六世和伊丽莎白王后（後来成為王太后）的長女，也是英国王位的推定继承人。尽管菲利普出生时是希腊和丹麦的王子，但在宣布结婚四个月前，他在获得英国国籍时便放弃了这些外国头衔。婚礼当天早上，他被封为爱丁堡公爵、梅里奥尼伯爵和格林威治男爵。

## 订婚

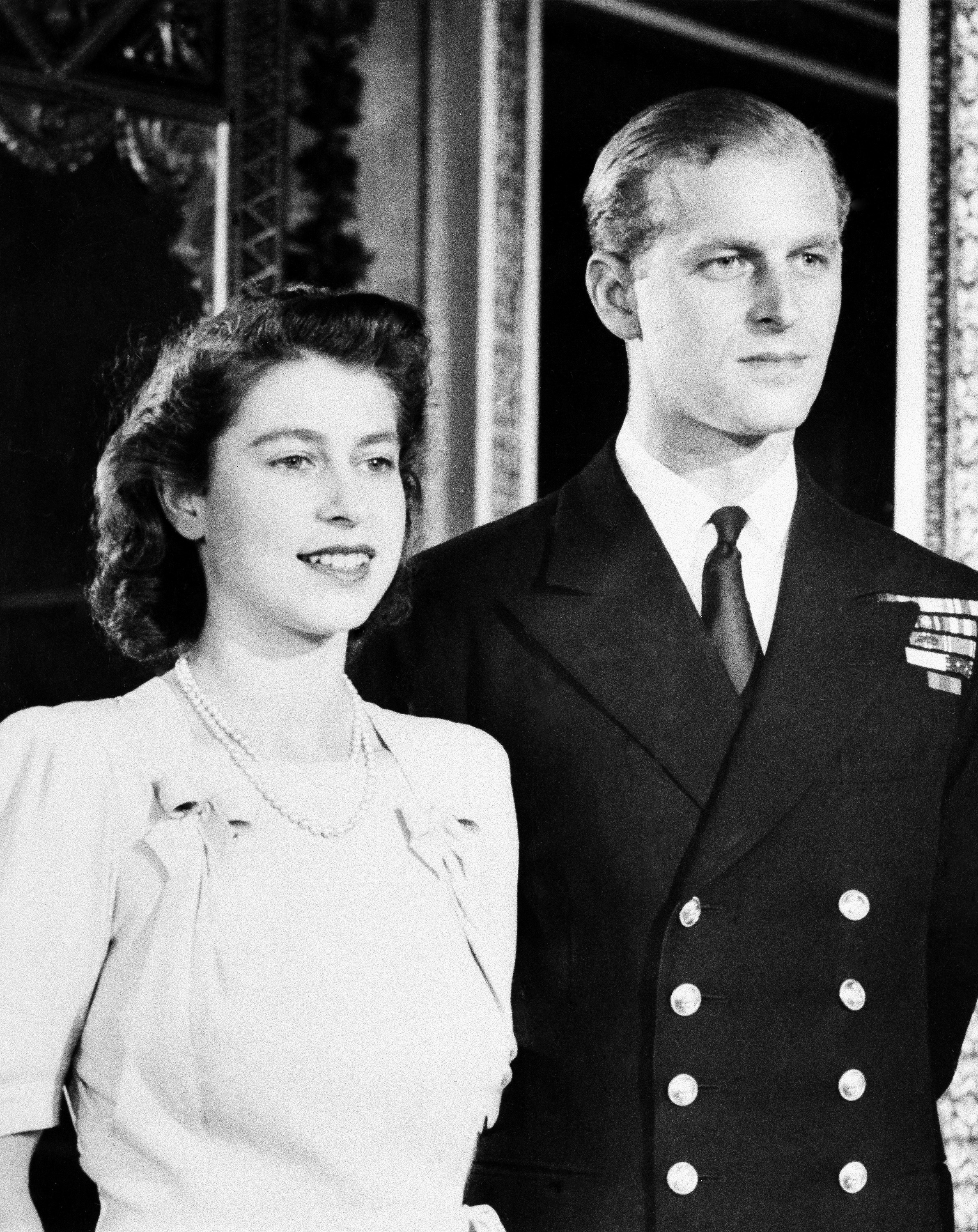
伊丽莎白和菲利普的订婚照，拍摄于1947年9月18日

伊丽莎白和菲利普是远方表亲（丹麦的克里斯蒂安九世和黑森-卡塞尔的路易丝的后裔和维多利亚女王和阿尔伯特亲王的后裔）。伊丽莎白公主于1934年在菲利普的表妹希腊和丹麦玛丽娜公主与伊丽莎白的叔叔肯特公爵（乔治王子）的婚礼上遇到了菲利普，而后又在1937年再次相遇.。1939 年 7 月在达特茅斯皇家海军学院再次会面后，年仅13岁的伊丽莎白爱上了菲利普，他们开始交换书信 。早在1941年，亨利·钱农的日记中就提到了伊丽莎白和菲利普的未来婚姻，“他将成为我们的亲王配偶，这就是他在我们的海军服役的原因"。
这对夫妇在1946年秘密订婚，菲利普向乔治六世提出了请求，国王同意了这一请求，但是要求正式的订婚仪式必须在次年4月，伊丽莎白21岁生日之后，他们最终于1947年7月9日正式宣布订婚。菲利普使用乐一枚3克拉的圆形钻石向伊丽莎白求婚，这枚钻戒由“一颗主石和十颗相对较小的钻石”组成，这些钻石取自菲利普的母亲巴滕贝格的爱丽丝公主的头饰，也被用来为伊丽莎白制作四叶草手镯。
国王根据 1772 年《皇家婚姻法》在英国枢密院正式同意了这桩婚姻。在加拿大的枢密院会议也做了同样的事情，加拿大首席大法官蒂博多·林弗雷特代表加拿大总督出席了会议。

## 婚礼

### 婚礼地点
伊丽莎白公主和菲利普·蒙巴顿于格林威治标准时间1947年11月20日11：30在威斯敏斯特教堂举行婚礼。伊丽莎白成为第十位在修道院结婚的王室成员。

### 新娘派对
伊丽莎白公主有八位伴娘：玛格丽特公主（她的妹妹）、肯特郡的亚历山德拉公主（她的表妹）、卡罗琳·蒙塔古-道格拉斯-斯科特夫人（布克莱公爵的女儿）、玛丽·惠特利夫人（她的二表妹）、伊丽莎白·兰巴特夫人（卡文伯爵的女儿）、帕梅拉·希克斯夫人（菲利普的表妹）、玛格丽特·埃尔芬斯通（她的表亲）和戴安娜·鲍尔斯里昂（她的表亲）。而她的堂兄格洛斯特的威廉王子和肯特的迈克尔王子则担任花童。
伴娘们佩戴着由百合花和虎耳草组成的花环，这些花环由白色缎子和银色亮片精心打造，宛如一片片小巧的白色麦穗。而侍从们则穿着皇家斯图尔特格子呢短裙。
而新郎的表亲——米尔福德黑文侯爵则作为伴郎参加 。这位侯爵是巴滕堡的路易斯王子与黑森-莱茵的维多利亚公主（玛格丽特·罗兹）的孙子，同时也是维多利亚女王的曾曾孙。

## 婚纱
即使作为王位的推定继承人伊丽莎白仍然需要配给券来购买她那套由诺曼·哈特内尔设计的礼服材料 ，这是一条带有星百合和橙花图案的公爵夫人缎面婚纱 。伊丽莎白的婚鞋是用缎子制成的，上面饰有银和种子珍珠 。伊丽莎白的妆容是由她自己进行的 ，她的婚礼花束由花店M. H. Longman准备，由“白兰花和一小枝桃金娘”组成，桃金娘取自“维多利亚女王婚礼花束中原始桃金娘生长的灌木丛” 。仪式结束后的第二天，这束花被送回修道院，安放在无名战士的坟墓上，遵循伊丽莎白的母亲在 1923 年婚礼上开创的传统 。
婚礼当天早上，当伊丽莎白公主在白金汉宫穿衣服准备前往威斯敏斯特教堂时，她的头饰断裂了。在紧急情况下待命的宫廷珠宝商被警察护送至他的工作室。伊丽莎白女王向她的女儿保证，它会及时修复，而且确实如此 。伊丽莎白的父亲送给她一对珍珠项链，这双项链曾属于安妮女王和卡罗琳王后，作为结婚礼物。她的钻石和珍珠耳环也是传家宝，从玛丽公主传给玛丽王后的母亲泰克公爵夫人。婚礼当天，伊丽莎白把珍珠留在了圣詹姆斯宫。便要求她的私人秘书乔克·科尔维尔去取回它们。最终他及时将珍珠送到公主手中，以便在白金汉宫的音乐室为她画像。
菲利普作为皇家海军的中尉穿着他的制服，上面装饰着他的勋章缎带和嘉德勋章和救世主勋章 。他还携带一把礼仪剑，后来他用这把剑切开了婚礼蛋糕 。

### 婚礼服务

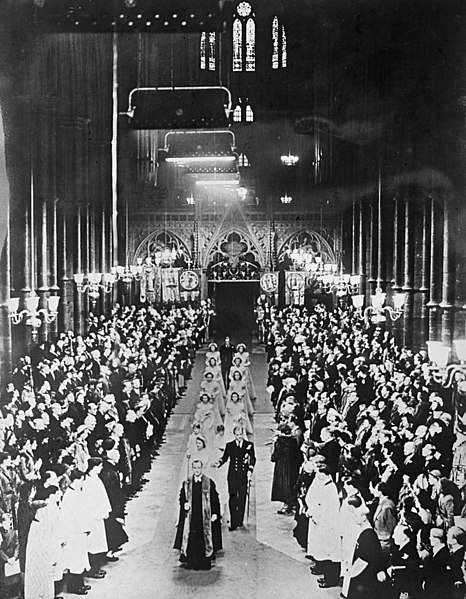
威斯敏斯特教堂的皇室婚礼

皇室成员乘坐盛大的马车队伍前来，首先抵达的是载着女王和玛格丽特公主的马车，随后是载着玛丽女王的马车队伍。菲利普与伴郎米尔福德黑文侯爵一同离开了肯辛顿宫。伊丽莎白公主则与她的父亲、国王一同乘坐爱尔兰国家马车抵达了教堂。
坎特伯雷大主教杰弗里·费舍尔与威斯敏斯特学院院长艾伦·坎贝尔·唐共同主持了此次仪式。约克大主教西里尔·加贝特进行了布道。整个仪式由英国广播公司电台录制，并向全球超过2亿人进行了播放。

### 结婚戒指
和她母亲的一样，伊丽莎白公主的结婚戒指也是用威尔士黄金制成的 。这枚戒指是由来自多尔盖罗附近 Clogau St David's 矿的一块威尔士金制成的；这块金块被送给了当时的伊丽莎白·鲍斯-里昂夫人，用来制作她的结婚戒指，后来又制作了她两个女儿的结婚戒指 。同样的金块后来被用来制作安妮公主和戴安娜·斯宾塞夫人的结婚戒指 。

### 音乐
澳大利亚管风琴家和修道院合唱团团长威廉·尼尔·麦基 （William Neil McKie） 是婚礼的音乐总监，他在 1953 年伊丽莎白的加冕典礼上再次担任这一职务 。麦基还为这个场合写了一首格言，“上帝啊，我们等待你的慈爱”。诗篇 67 篇，“愿上帝怜悯我们，赐福我们”，由爱德华·卡斯伯特·拜尔斯托爵士 （Sir Edward Cuthbert Bairstow） 在现场演唱。国歌是塞缪尔·塞巴斯蒂安·卫斯理 （Samuel Sebastian Wesley） 的“赞颂归于我们主耶稣基督的上帝和父亲”;赞美诗是“赞美，我的灵魂，天国之王”和“主是我的牧羊人”，苏格兰曲调“Crimond”被认为是杰西·西摩·欧文 （Jessie Seymour Irvine） 的，这在当时的英格兰教会中基本上是未知的。伊丽莎白公主和玛格丽特公主的侍女玛格丽特·埃格顿夫人 （Lady Margaret Egerton） 曾教过“克里蒙德”的一门小调;婚礼前两天找不到 descant 的音乐，因此公主们和玛格丽特夫人将这首歌唱给了威廉·麦基爵士，威廉·麦基爵士速记了下来. 。仪式以阿诺德·巴克斯 （Arnold Bax） 特别创作的号角声开始，以费利克斯·门德尔松 （Felix Mendelssohn） 的“婚礼进行曲”结束。温莎皇家教堂和圣乔治教堂的合唱团加入了修道院合唱团.。

### 头衔
婚礼前，菲利普放弃了希腊和丹麦的头衔，从希腊东正教皈依英国国教，并采纳了“菲利普·蒙巴顿中尉”的称谓，采用他母亲的英国姓氏。婚礼前一天，乔治国王赐予他“殿下”的尊号。而在婚礼当天上午，乔治国王又授予菲利普爱丁堡公爵、梅里奥内斯伯爵以及伦敦郡格林威治格林威治男爵的爵位。根据1947年11月20日的英皇制诰的描述，由于菲利普当时已是嘉德骑士，所以在1947年11月19~20日，他便拥有了菲利普·蒙巴顿爵士殿下这一与众不同的头衔称谓。
婚后，伊丽莎白继承了丈夫的头衔，成为爱丁堡公爵夫人伊丽莎白公主。

### 结婚礼物

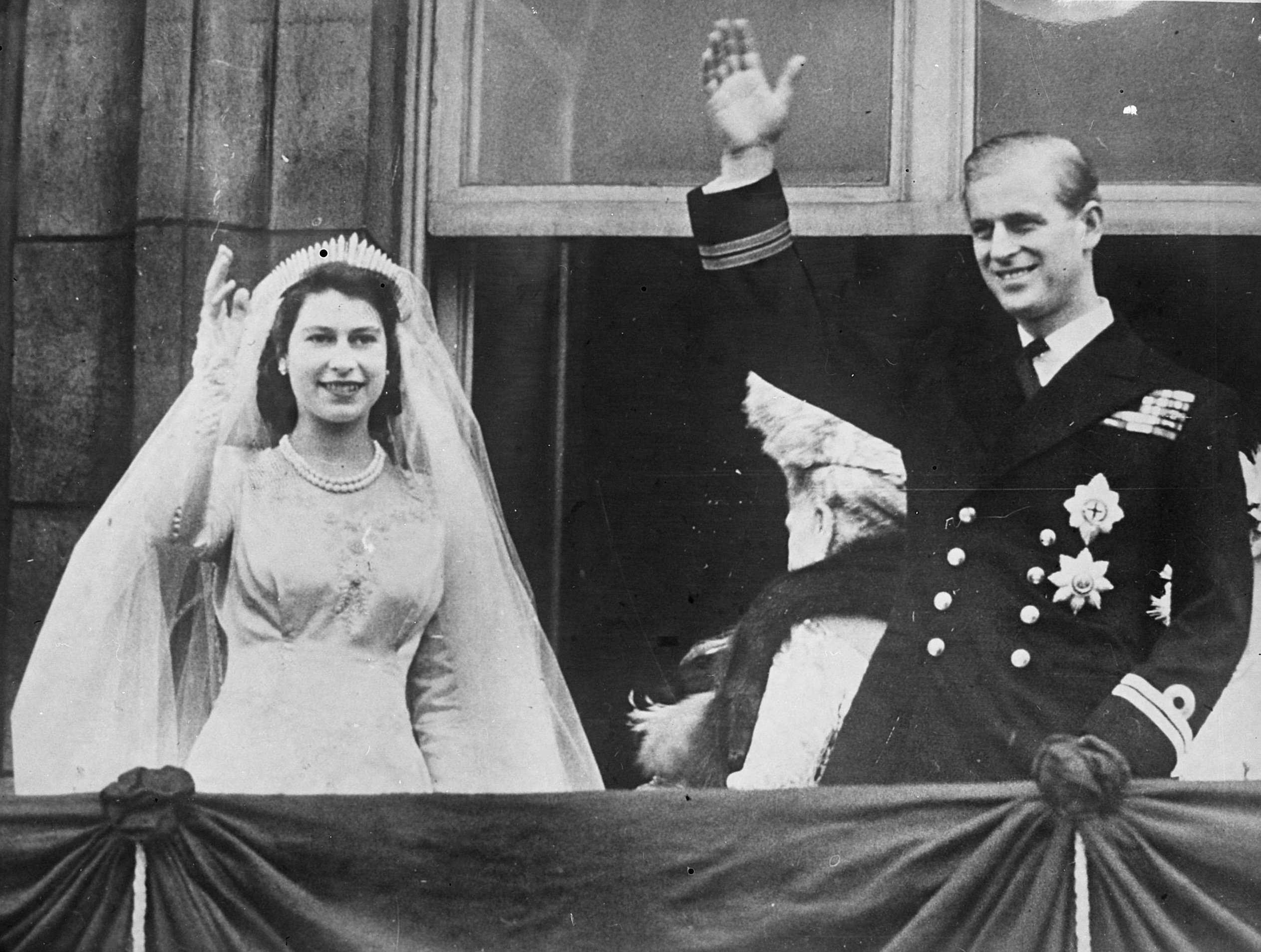
仪式结束后，伊丽莎白和菲利普随后前往白金汉宫，这对夫妇在阳台上向人群挥手致意

这对夫妇收到了来自世界各地的 2,500 多份结婚礼物和大约 10,000 封祝贺电报。这些礼物在圣詹姆斯宫公开展示，供公众观看。
婚礼后的第二天，婚礼花束被送回威斯敏斯特教堂，放在无名战士墓上 ;这个传统是由新娘的母亲伊丽莎白女王在嫁给新娘的父亲乔治六世（当时的约克公爵）后发起的。花束由白色的 cattleya、odontoglossum 和 cypripedium 兰花以及来自奥斯本桃金娘灌木的桃金娘小枝组成，该灌木丛于 1846 年由维多利亚女王种植在奥斯本宫。花束中的花是由 Worshipful Company of Gardeners 提供的，由花店 MH Longman 布置。

## 备注
1. ↑  乔治六世曾邀请加拿大总理威廉·莱昂·麦肯齐·金出席英国枢密院会议，但麦肯齐·金婉拒了这一邀请，并主持召开了加拿大枢密院会议，以此彰显加拿大政府与英国王室之间的独立性。

## 脚注
1. ↑  Brandreth, pp. 133–139; Lacey, pp. 124–125; Pimlott, p. 86
2. ↑  Bond, p. 10; Brandreth, pp. 132–136, 166–169; Lacey, pp. 119, 126, 135
3. ↑  Vickers, Hugo. . New York: St. Martin's Press. 2000: 317. ISBN 0-312-28886-7.
4. ↑  Brandreth, p. 183
5. ↑  Heald, p. 77
6. ↑  Robinson, Katie. . Town & Country. 27 October 2017  [15 May 2018]. （原始内容存档于2022-09-09）.
7. ↑  Anastasiou, Zoe. . Harper's Bazaar. 6 January 2018  [15 May 2018]. （原始内容存档于2019-10-20）.
8. ↑  Boyce, Peter John. . Sydney: Federation Press. 2008: 81. ISBN 9781862877009.
9. 1 2 3 4 5  , Official website of the British Monarchy, 18 November 2007  [20 June 2010], （原始内容存档于2010-12-03）
10. 1 2 3 4 5 6  . www.royal.uk. 17 November 2017  [15 June 2018]. （原始内容存档于2022-09-09）.
11. 1 2 3 4  . BBC. 18 November 2007  [15 November 2018]. （原始内容存档于2022-09-09）.
12. ↑  Hoey, p. 58; Pimlott, pp. 133–134
13. 1 2 3 4  . BBC.   [1 August 2018]. （原始内容存档于2024-12-07）.
14. ↑  . Daily Mirror. May 2011  [2024-08-29]. （原始内容存档于2022-09-22）.
15. ↑  Field, pp. 41–43.
16. ↑  Field, pp. 104–105.
17. 1 2  Davison, Janet. . CBC.   [15 June 2022]. （原始内容存档于2023-05-13）.
18. 1 2  , ITN Source,   [13 January 2011], （原始内容存档于2016-10-11）
19. ↑  Heald, p. 86
20. ↑  . Reuters. 21 March 2018  [22 October 2018]. （原始内容存档于23 October 2018）.
21. ↑  . Clogau.   [22 October 2018]. （原始内容存档于2023-01-20）.
22. 1 2  Prior, Neil. . BBC. 27 April 2011  [22 October 2018]. （原始内容存档于2018-05-20）.
23. ↑  Wilkinson, James. . Scala Publishers Ltd. 2011: 24. ISBN 978-1-85759-735-6.
24. ↑  Glover, Raymond F, The Hymnal 1982 Companion: Volume Three B, The Church Hymnal Corporation 1994 (p. 1218 （页面存档备份，存于）)
25. ↑  "Weddings: Elizabeth, Princess (later Queen Elizabeth II) & HRH the Duke of Edinburgh" （页面存档备份，存于）, Westminster Abbey
26. ↑  Hoey, pp. 55–56; Pimlott, pp. 101, 137
27. 1 2  . 倫敦憲報. 21 November 1947.
28. ↑  Timms, Elizabeth Jane. . Royal Central. 11 April 2018  [14 June 2018]. （原始内容存档于2019-06-29）.
29. ↑  Helgeson, Kyla. . Tesselaar Flowers. 6 June 2016  [14 June 2018]. （原始内容存档于2021-11-30）.